# Calanogas
Calanogas è una municipalità di quinta classe delle Filippine, situata nella Provincia di Lanao del Sur, nella Regione Autonoma nel Mindanao Musulmano.
Calanogas è formata da 17 baranggay:
- Bubonga Ranao
- Calalaoan (Pob.)
- Gas
- Inudaran
- Inoma
- Luguna
- Mimbalawag
- Ngingir
- Pagalongan
- Panggawalupa
- Pantaon
- Piksan
- Pindolonan
- Punud
- Tagoranao
- Taliboboka
- Tambac